# Chrześcijański rekonstrukcjonizm
Chrześcijański rekonstrukcjonizm – fundamentalistyczny ruch protestancki, aktywny głównie w Stanach Zjednoczonych, zakładający prymat zasad wiary w dziedzinie prawa i polityki, wzywający do wprowadzania do zasad prawnych moralności opartej na Biblii, a do nauczania – treści niesprzecznych z literalnym odczytaniem Biblii. Jest on głównym motorem działań tzw. Chrześcijańskiej Prawicy.
Rekonstrukcjoniści wspierają m.in. koncepcję inteligentnego projektu. Są oskarżani o zakładanie w tym celu pseudonaukowych instytutów, których zadaniem jest podważenie zaufania do konkluzji naukowych wśród ogółu społeczeństwa, poprzez szerzenie sfabrykowanych kontrowersji naukowych. Ośrodki te m.in. osłabiały zaangażowanie w problem globalnego ocieplenia w amerykańskiej polityce, co doprowadziło do wycofania się USA z umowy z Kioto.